# Sherry Stringfield
Sherry Lea Stringfield, född 24 juni 1967 i Colorado Springs, Colorado, är en amerikansk skådespelare.
Hon är främst känd för rollen som läkaren Susan Lewis i den amerikanska TV-serien Cityakuten. Stringfield nominerades tre år på raken (1995, 1996 & 1997) till Primetime Emmy Award för "bästa kvinnliga huvudroll" i rollen som Susan Lewis i Cityakuten.

## Filmografi, i urval
- 1989–1992 – Guiding Light (TV-serie) (143 avsnitt)
- 1993–1994 – På spaning i New York (TV-serie) (22 avsnitt)
- 1994–1996 – Cityakuten (TV-serie)
- 1998 – Studio 54
- 2000 – Höst i New York
- 2000–2001 – Blås gåta (TV-serie) (2 avsnitt)
- 2001–2005 – Cityakuten (TV-serie) (sammanlagt 142 avsnitt)
- 2002 – Tredje skiftet (TV-serie) (1 avsnitt)
- 2007 – Shark (TV-serie) (2 avsnitt)
- 2008 – I lagens namn (TV-serie) (1 avsnitt)
- 2008 – In Plain Sight (TV-serie) (1 avsnitt)
- 2009 – Curb Your Enthusiasm (TV-serie) (1 avsnitt)
- 2009 – The Stepfather
- 2013 – CSI: Crime Scene Investigation (TV-serie) (1 avsnitt)
- 2014 – Under the Dome (TV-serie) (9 avsnitt)